# 鮑宗沂
鮑宗沂（？—？），字志同，南直隸揚州府江都縣民籍，順天府大興縣人，明朝政治人物。

## 生平
嘉靖（1549年）二十八年己酉科應天府鄉試第七十名舉人。嘉靖三十八年（1559年）中式己未科會試第四十一名，三甲第一百八十九名進士。歷官福建閩縣知縣。

## 家族
曾祖鮑景暹；祖父鮑榮；父鮑慶，母劉氏。永感下。弟宗泗。